# Theo Zweerman
Theo Zweerman (Rotterdam, 18 september 1931 - Megen, 13 oktober 2005) was een Nederlandse theoloog.

## Leven en werk
Zweerman legde in 1957 zijn kloostergeloften als franciscaan af. Hij schreef veel artikelen en verschillende boeken over Franciscus en Clara van Assisi, vaak samen met de claris Edith van den Goorbergh. Van 1965 tot 1998 werkte hij als docent en hoogleraar op de priesteropleiding aan de in de stad Utrecht gelegen Katholieke Theologische Universiteit (een zelfstandige theologische universiteit die destijds samenwerkte met de Universiteit Utrecht en inmiddels is opgegaan in Tilburg University) en het daaraan verbonden Franciscaans Studiecentrum. Zweerman promoveerde in de jaren negentig op een studie over de filosoof Spinoza.
Ook na zijn pensioen bleef Zweerman mensen begeleiden, cursussen geven en boeken en artikelen schrijven. Na geruime tijd ziek te zijn geweest overleed hij op 13 oktober 2005 op 74-jarige leeftijd te Megen. Hij werd daar bijgezet op de begraafplaats van het franciscaner klooster.
- Bibliothèque nationale de France: cb12866565g (data)
- Gemeinsame Normdatei: 12342996X
- International Standard Name Identifier: 0000 0000 8154 0607
- Library of Congress Control Number: n92086280
- Nationale Bibliotheek van Tsjechië: jn20020416005
- Nationale Bibliotheek van Israël: 987007273269605171
- Nederlandse Thesaurus van Auteursnamen: 074400193
- Système universitaire de documentation: 085721425
- Virtual International Authority File: 73980971
- WorldCat: E39PBJB8vMpRr7CDkh4Fh3MXVC